# Vino de la Tierra

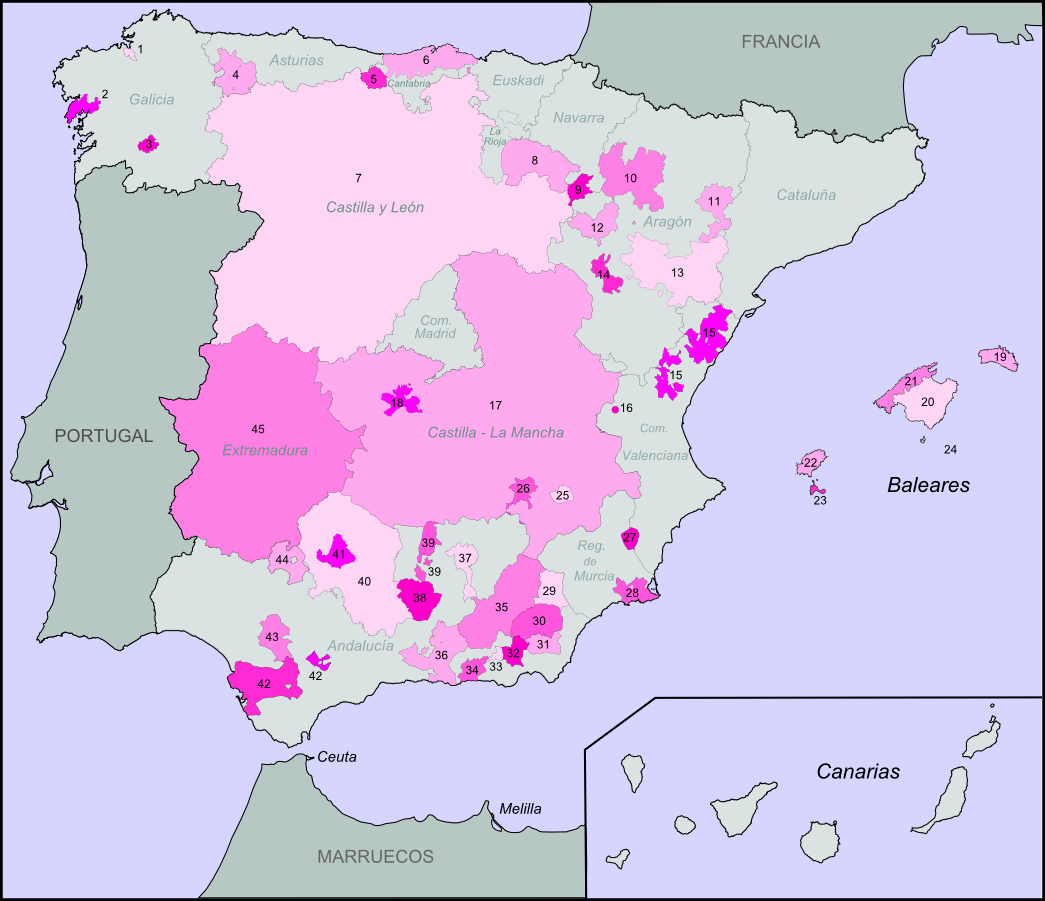
Regiones vinícolas españolas productoras de vinos con derecho a la mención Vino de la Tierra.

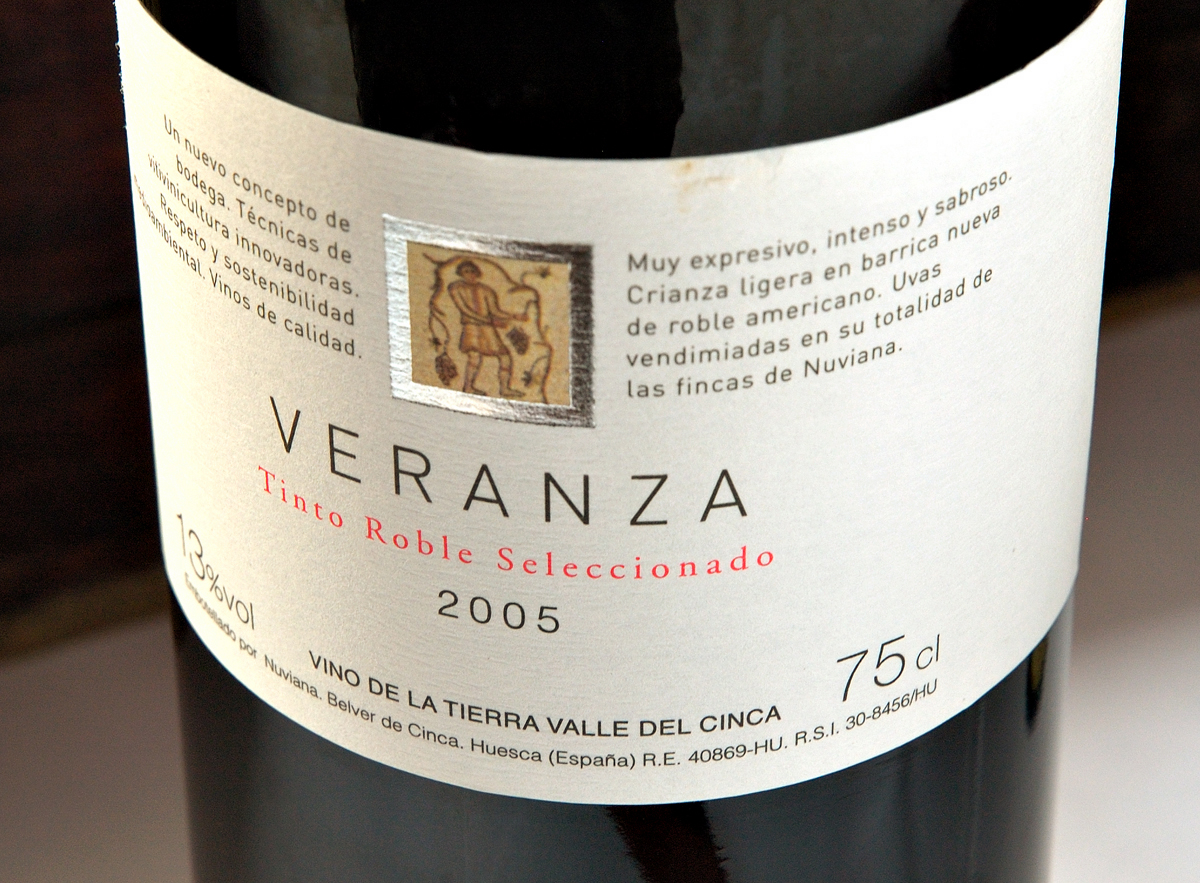
Etiqueta de Vino de la Tierra.

Vino de la Tierra (VdlT) es una categoría de vinos españoles con indicación geográfica, con características específicas determinadas por condiciones ambientales y de cultivo, según lo establecido en cada Indicación Geográfica. Esta indicación geográfica es equivalente a las indicaciones: regional wine (Reino Unido), vin de pays (Francia, Luxemburgo y la provincia italiana de Valle de Aosta), indicazione geografica tipica (Italia), vinho regional (Portugal), Landwein (Alemania) o landwijn (Países Bajos). La denominación puede incluir vinos de aguja, vinos de licor y vinos de uva sobremadura.
A diferencia de los vinos de mesa, en la etiqueta se autoriza la indicación de la añada, las variedades viníferas utilizadas y la zona de producción. Se garantiza el origen y una calidad mínima, sin el control riguroso de los vinos con Denominación de Origen. A diferencia de las Denominaciones de Origen, la delimitación geográfica solo pueden ser unidades administrativas sin llegar a la parcelación.
En octubre de 2011 existían en España 47 vinos de la tierra originarios de todas las comunidades autónomas menos del País Vasco, Asturias, Ceuta, Melilla, Canarias, Cataluña y la Comunidad de Madrid.

## Denominaciones VdlT actuales
1. Betanzos
2. Barbanza e Iria
3. Valle del Miño-Ourense / Val do Miño-Ourense
4. Liébana
5. Costa de Cantabria
6. Castilla y León
7. Valles de Sadacia
8. Ribera del Queiles
9. Ribera del Gállego-Cinco Villas
10. Valle del Cinca
11. Valdejalón
12. Bajo Aragón
13. Ribera del Jiloca
14. Castelló
15. Castilla (comprende toda la región de Castilla-La Mancha)
16. Gálvez
17. Isla de Menorca / Illa de Menorca
18. Mallorca
19. Serra de Tramuntana-Costa Nord
20. Ibiza
21. Formentera
22. Illes Balears
23. Pozohondo
24. Sierra de Alcaraz
25. Abanilla
26. Campo de Cartagena
27. Norte de Almería
28. Sierras de las Estancias y los Filabres
29. Desierto de Almería
30. Ribera del Andarax
31. Laujar-Alpujarra
32. Cumbres del Guadalfeo
33. Altiplano de Sierra Nevada
34. Laderas del Genil
35. Torreperogil
36. Sierra Sur de Jaén
37. Bailén
38. Córdoba (incluye la Región Villaviciosa de Córdoba)
39. Villaviciosa de Córdoba
40. Cádiz
41. Los Palacios
42. Sierra Norte de Sevilla
43. Extremadura
44. Tres Riberas
45. Murcia
46. Viñedos de España

## Vinos de la Tierra de Europa

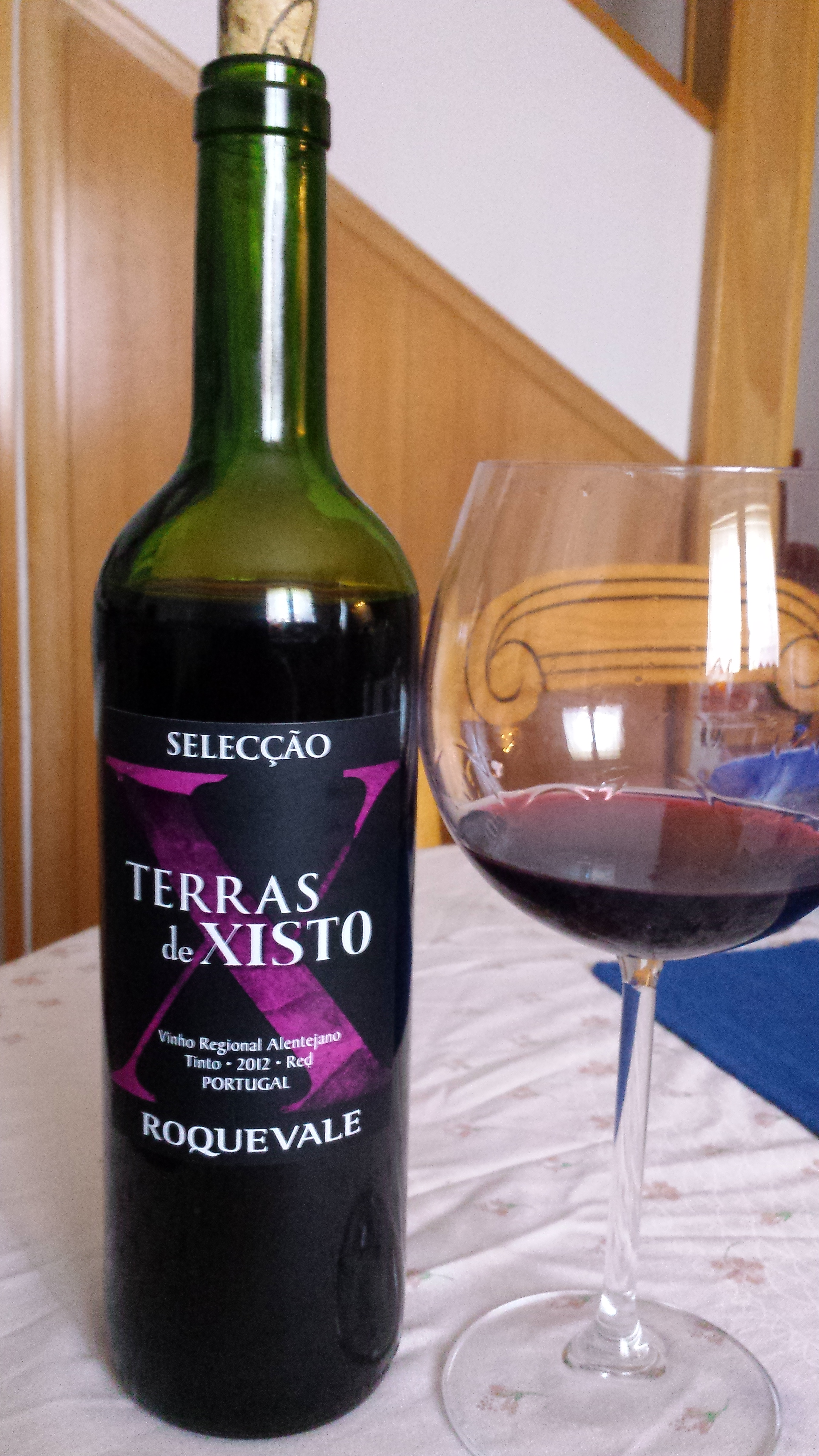
Vino regional del Alentejo, Portugal

En la reglamentación europea se incluyen como «vinos de mesa con indicación geográfica» las denominaciones:
- Indicazione geografica tipica en el caso de los vinos originarios de Italia.
- Landwein en el caso de los vinos originarios de Alemania, Austria y el Tirol del Sur.
- Landwijn en el caso de los vinos de los Países Bajos.
- Regional wine en el caso del Reino Unido.
- Vin de pays en el caso de los vinos de Francia, Luxemburgo y el Valle de Aosta.
- Vinho regional en el caso de Portugal.
- Vi de la terra en el caso de las comunidades catalanoparlantes de España.
- ονομασία κατά παράδοση (denominación tradicional) o τοπικός οίνος (vino de la tierra) para los vinos originarios de Grecia.